# Turakina River
Der Turakina River ist ein Fluss im Süden der Nordinsel Neuseelands.

## Geographie
Der Turakina River entspringt südwestlich des 959 m hohen Tuhirangi und fließt in südlicher bis zunehmend südwestlicher Richtung bis zur Mündung in die Tasmansee. Unterwegs nimmt er das Wasser des Mangapapa River sowie zahlreicher Streams auf.

## Fauna
Der Fluss weist viele kiesige und sandige Habitate auf. Im Wasser findet man den Redfin bully, an den Ufern Maoriregenpfeifer.

## Infrastruktur
Der New Zealand State Highway 3 überquert den Fluss auf dem Weg zwischen Palmerston North und Whanganui. Weitere Straßen folgen dem Flussverlauf bis nach Bells Junction, einer kleinen Ansiedlung wenige Kilometer südlich der Quelleregion. Nordwestlich liegt die Ortschaft Waiouru am New Zealand State Highway 1.